# Phymosia rzedowskii
Phymosia rzedowskii är en malvaväxtart som beskrevs av Paul Arnold Fryxell. Phymosia rzedowskii ingår i släktet Phymosia och familjen malvaväxter. Inga underarter finns listade i Catalogue of Life.